# زنجیره ابزار گنو
زنجیره ابزار گنو (به انگلیسی: GNU toolchain) مجموعه وسیعی از ابزارهای برنامه نویسی است که توسط پروژه گنو تولید شده‌است. این ابزارها زنجیره ابزار (مجموعه ابزار مورد استفاده به شیوه زنجیره وار) را که برای توسعه نرم‌افزارهای کاربردی و سیتسم‌های عامل مورد استفاده قرار می‌گیرند را شکل می دهند.
زنجیره ابزار گنو در توسعه لینوکس، برخی از سیستم های BSD و نرم‌افزارهای سیستم‌های توکار نقش اساسی بازی می‌کند. بخش‌هایی از زنجیره ابزار گنو نیز یا به‌طور مستقیم یا منتقل شده به سیستم عامل‌های دیگر مانند سولاریس، macOS، مایکروسافت ویندوز (از طریق Cygwin و MinGW/MSYS) و سونی پلی استیشن 3 استفاده می‌شود.

## اجزای سازنده
پروژه‌های موجود در زنجیره ابزار گنو عبارتند از:
- GNU make: یک ابزار اتوماتیک ساز کامپایل و بیلد
- GNU Compiler Collection (GCC): مجموعه‌ای از کامپایلرهای چند زبان برنامه نویسی
- GNU Binutils: مجموعه‌ای از ابزارها از قبیل linker ، assembler و ابزارهای دیگر
- GNU Bison: یک parser generator، اغلب با Flex lexical analyser استفاده می‌شود.
- GNU m4: یک پردازنده ماکرو m4
- GNU Debugger (GDB): یک ابزار دیباگ کد
- GNU build system (autotools): Autoconf, Automake و Libtool